# 高德荣
高德荣（1954年3月5日—），男，独龙族，云南贡山人，中国共产党党员。曾任贡山县长，带领家乡人民脱贫致富。

## 生平
1954年3月5日生于独龙江乡，是土生土长的独龙族人，本名嘎木力斗。“高德荣”是他上中学时汉族老师起的汉名。从小学教员做起，一步步走上领导岗位。先后担任独龙江乡乡长、贡山县副县长、县人大常委会主任、县长。2006年当选怒江傈僳族自治州人大常委会副主任后，主动要求回到独龙江乡，并把办公室搬到了那里。2014年5月退休。

## 荣誉
2013年9月获得第四届“全国道德模范提名奖”。
2015年2月获得中共中央组织部授予的“全国优秀共产党员”称号。同年10月获得第五届“全国道德模范”荣誉称号。
2016年10月获得“首届全国脱贫攻坚奖”。
2019年9月获得“人民楷模”国家荣誉称号，以及“最美奋斗者”表彰称号。